# 阿提里奥·尼科拉

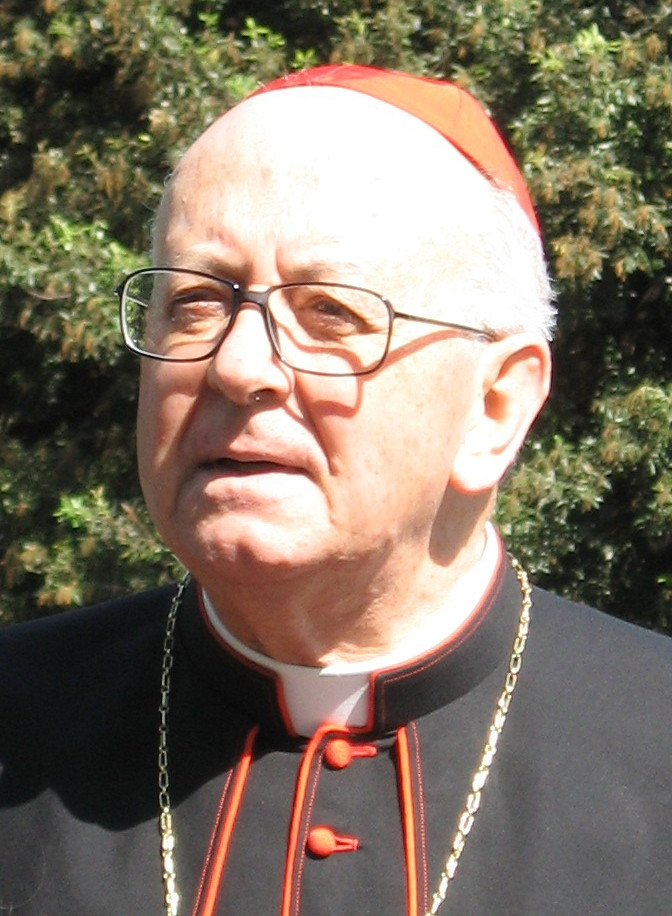
阿提里奥·尼科拉枢机

阿提里奥·尼科拉（義大利語：Attilio Nicora，1937年3月16日—2017年4月22日），天主教会枢机，意大利人，宗座财产管理局荣休主席。
尼科拉出生于意大利瓦雷泽，于1964年6月27日晋铎，1977年5月28日晋牧。2002年10月11日起出任宗座财产管理局主席。2003年10月21日被教宗若望·保禄二世册封为枢机。

## 牧徽

阿提里奥·尼科拉枢机牧徽